# José Raimundo Pires Reis
Jose Raimundo Pires Reis, mais conhecido como Pires (São José de Ribamar, 2 de setembro de 1975) é um ex-futebolista brasileiro que atuava como volante. 

## Carreira
Jogou na década de 1990 e Anos 2000 como volante do Fortaleza Esporte Clube.
Além do Fortaleza, jogou no Moto Club, Atlético Paranaense, Figueirense, Caxias, União São João, se aposentou previamente em 2005 por problemas cardíacos, chegou a voltar em 2006 no futebol maranhense pelo Sampaio Corrêa, e atualmente Joga no Moto Club de São Luís.
Foi Campeão cearense pelo Fortaleza em 2000 e 2001 e campeão Brasileiro de 2001 pelo Atlético Paranaense.

## Títulos
Atlético Paranaense
- Campeonato Brasileiro: 2001[2][3]